# Bluferries
Bluferries è una società del gruppo Ferrovie dello Stato Italiane che si occupa del traghettamento dei passeggeri e dei mezzi gommati nello stretto di Messina.

## Storia
Costituita il 4 novembre 2010, è entrata in funzione il 1º giugno 2012, in ossequio alle direttive dell'Unione europea che impongono la separazione tra i servizi di interesse generale (come il traghettamento delle carrozze ferroviarie e dei carri merci, garantito da Bluvia) e i servizi aperti al mercato di libera concorrenza, secondo quanto disposto dall'art. 8, comma 2 della legge 287/1990, come modificata dalla legge 57/2001. La flotta Bluferries e le partecipazioni detenute dalla società provengono da RFI, altra azienda del gruppo che si occupa del traghettamento dei treni fra il porto di Messina e il porto di Villa San Giovanni.
Bluferries controllava il 40% del consorzio Metromare dello Stretto, associazione temporanea di imprese che effettuava fino al 30 giugno 2013 corse giornaliere con mezzi veloci fra i porti di Messina, Villa San Giovanni e Reggio Calabria, cui partecipava mediante le unità veloci Tindari Jet e Selinunte Jet (l'altro 60% era rappresentato dalla compagnia di navigazione privata Liberty Lines). Dal mese di luglio 2013 Bluferries svolge un servizio ridotto di traghettamento veloce tra i soli porti di Messina e Villa. La società detiene il 33% delle quote di Tremestieri Terminal S.r.l. (società che gestisce gli approdi di Tremestieri) e gode del diritto d'uso su tutti i ponti carrabili dei traghetti ferroviari di RFI, essendo destinati al traghettamento di automobili e mezzi commerciali.

Dal 1º maggio 2019 entra in attività Blu Jet, società del gruppo Ferrovie dello Stato Italiane, alla quale viene ceduto il ramo d'azienda che si occupa dei mezzi veloci; questi ultimi, di conseguenza, vengono ceduti alla nuova compagnia.

Il logo del consorzio Metromare dello Stretto

Il 2 novembre 2023 le quote di Bluferries vengono trasferite da RFI a Mercitalia Logistic entrando a far parte del Polo Logistica del gruppo FS.

## Flotta

### Navi traghetto bidirezionali

#### Per soli mezzi gommati

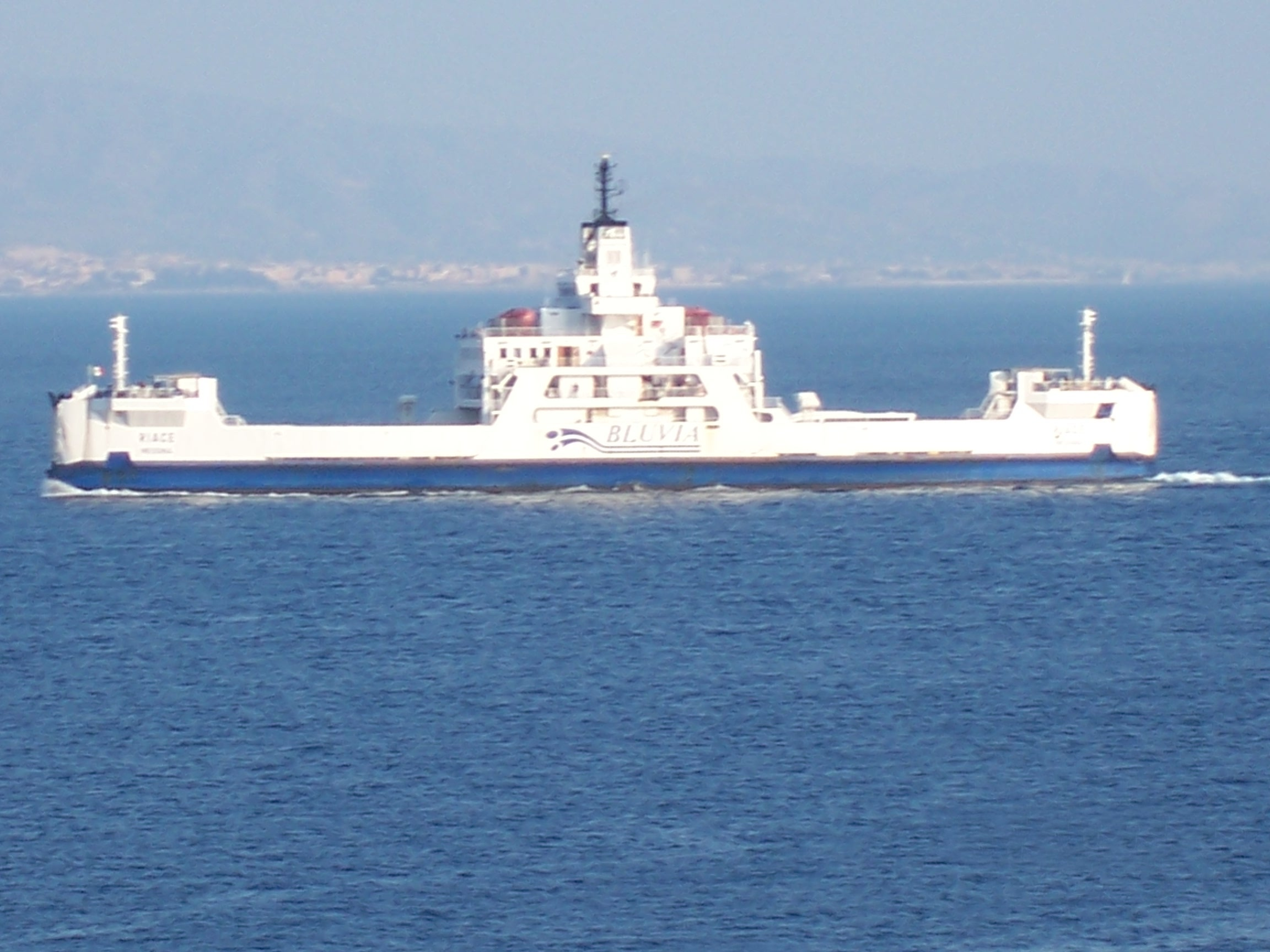
Il traghetto Riace in navigazione nello Stretto di Messina con la livrea Bluvia

| Nome      | Stazza | Lunghezza (m) | Larghezza (m) | Velocità in nodi | Capacità passeggeri | Metri lineari carico merci | Anno di costruzione |
| --------- | ------ | ------------- | ------------- | ---------------- | ------------------- | -------------------------- | ------------------- |
| Athena    | 2.529  | 105           | 18            | 16               | 400                 | 380                        | 2025                |
| Sikania   | 2.529  | 102           | 18            | 16               | 400                 | 380                        | 2021                |
| Trinacria | 2.529  | 97            | 18            | 16               | 400                 | 380                        | 2018                |
| Enotria   | 2.184  | 97            | 20            | 14               | 300                 | 380                        | 2002                |

#### Adatta anche al trasporto di carri ferroviari
| Nome         | Stazza | Lunghezza (m) | Larghezza (m) | Velocità in nodi | Capacità passeggeri | Metri lineari carico merci | Anno di costruzione |
| ------------ | ------ | ------------- | ------------- | ---------------- | ------------------- | -------------------------- | ------------------- |
| Fata Morgana | 2.469  | 102           | 18,4          | 15               | 500                 | 380                        | 1988                |

### Flotta del passato
| Nome  | Stazza | Lunghezza (m) | Larghezza (m) | Velocità in nodi | Capacità passeggeri | Metri lineari carico merci | Anno di costruzione | Anno di dismissione | Destino finale                          |
| ----- | ------ | ------------- | ------------- | ---------------- | ------------------- | -------------------------- | ------------------- | ------------------- | --------------------------------------- |
| Riace | 2.377  | 99.67         | 18,4          | 15               | 500                 | 380                        | 1983                | 2025                | Demolizione presso i cantieri di Aliağa |

## Rotte
- Messina ↔ Villa San Giovanni (autovetture, pullman, mezzi pesanti e passeggeri mediante i traghetti bidirezionali). Attiva solo in estate.
- Tremestieri ↔ Villa San Giovanni (autovetture, pullman e mezzi pesanti)